# Natriumdisulfit

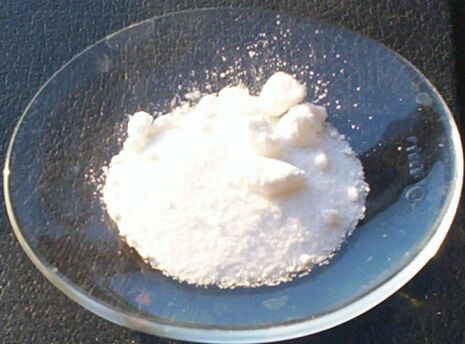

Natriumdisulfit, (Na2S2O5) är ett Natriumsalt av svaveldioxid som används som konserveringsämne och som antioxidationsmedel. Bildas vid förbränning av svavel . Förekommer mest i torkad frukt, frukt- och grönsaksberedningar, potatismospulver, fiskvaror. Kan ge upphov till överkänslighetsreaktioner hos vissa astmatiker.